# سیارک ۲۶۹۰۶
سیارک ۲۶۹۰۶ (به انگلیسی: 26906 Rubidia، نامگذاری:1996BH4) بیست و شش هزار و نهصد و ششمین سیارک کشف شده‌است که در ۲۲ ژانویه ۱۹۹۶ کشف شد.